# 나쓰도마리반도

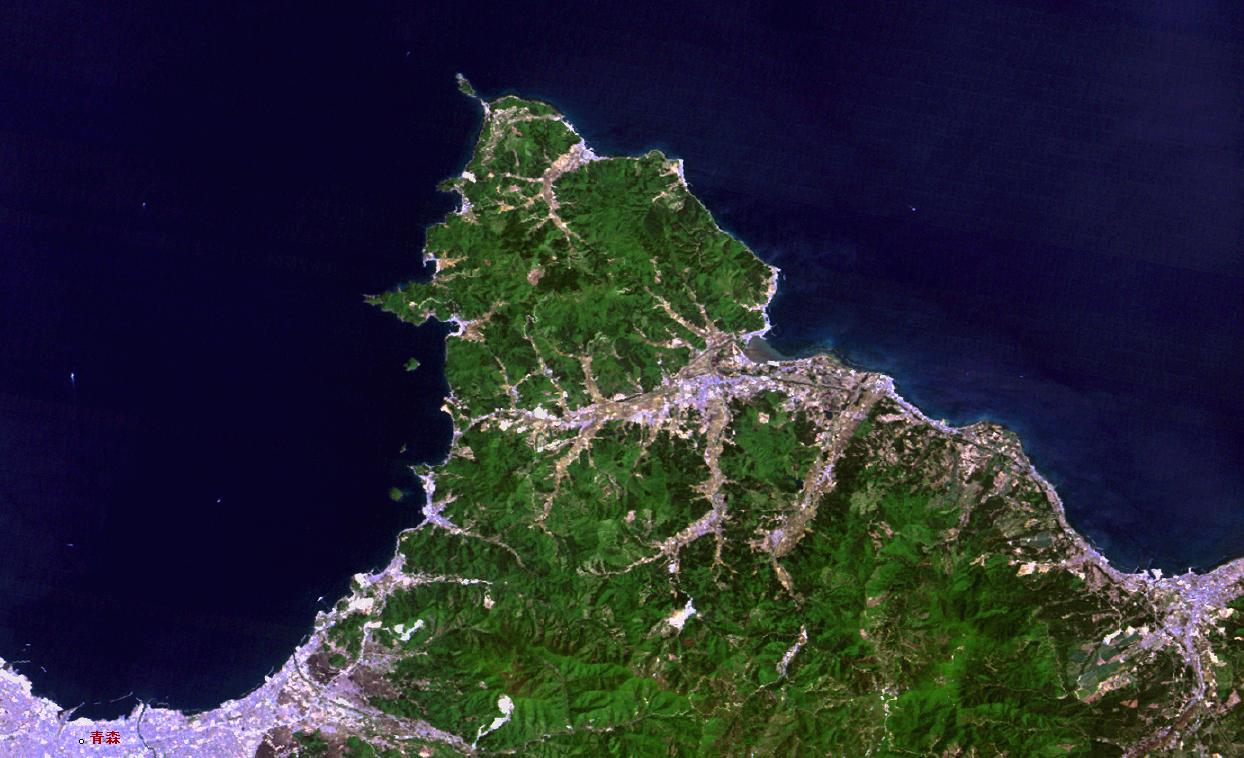
나쓰도마리반도의 모습(랜드샛)

나쓰도마리반도(일본어: 夏泊半島)는 일본 아오모리현 중앙부, 무쓰만에 툭 튀어나온 반도이다. 쓰가루반도와 시모키타반도 사이의 무쓰만 가운데에 있으면서, 이 반도를 기준으로 동쪽으로는 노헤지만, 서쪽으로는 아오모리만으로 나뉜다.